# Svartkindad siska
Svartkindad siska (Crithagra mennelli) är en fågel i familjen finkar inom ordningen tättingar. Den förekommer i skogsområden i delar av södra Afrika. Beståndet anses vara livskraftigt.

## Utseende och läte
Svartkindad siska är en medelstor brun fink med kraftigt streckad fjäderdräkt. Den har tydligt tecknat ansikte med streckad hjässa, vitt ögonbrynsstreck och en bred svart fläck genom ögat som gett arten dess namnet. Den är lik både miombosiska och vitbrynad siska, men har mycket tydligare och mer kontrasterande ansiktsteckning. Sången är vacker och musikalisk, en stigande och fallande serie med visslingar och drillar. Lätet återges i engelsk litteratur som ett hårt "chu-we-dit".

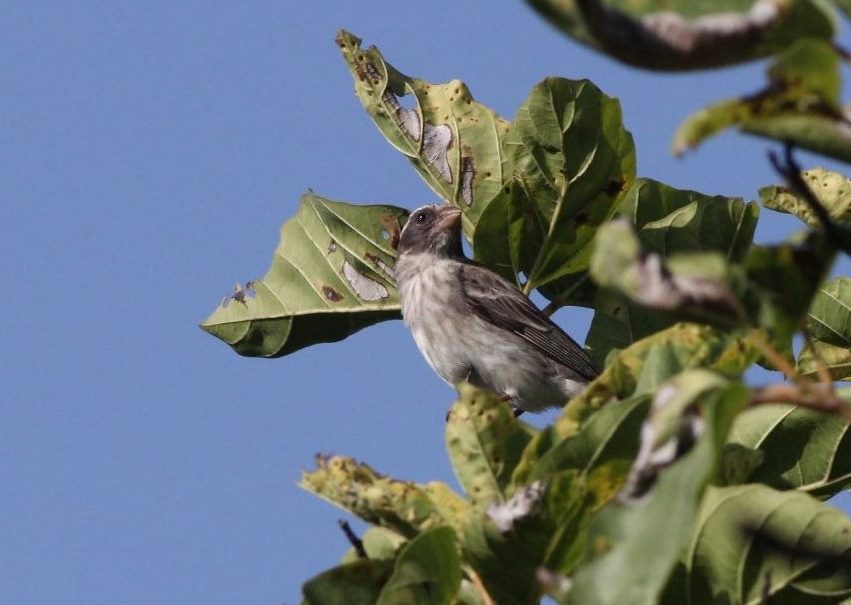

## Utbredning och systematik
Svartkindad siska förekommer i Brachystegia-skogar från östra Angola till Moçambique. Arten placerades tidigare i släktet Serinus men DNA-studier visar att den liksom ett stort antal afrikanska arter endast är avlägset släkt med t.ex. gulhämpling (S. serinus).

## Status
Arten har ett stort utbredningsområde och beståndet anses stabilt. Internationella naturvårdsunionen IUCN listar den därför som livskraftig (LC).

## Namn
Fågelns vetenskapliga artnamn hedrar Frederic Philip Mennell (1880-1966), brittisk mineralog, konsulterande geolog, politiker och grundande curator av Rhodesia Museum i Sydrhodesia/Zimbabwe.